# Vogt
Der historische Begriff Vogt – auch Voigt, Voit oder Fauth – stammt von mittelhochdeutsch vog(e)t, voit, woith, vougt, von althochdeutsch fogā̌t und letztlich lateinisch advocātus ‚Rechtsbeistand, Sachwalter, Anwalt‘, wörtlich ‚Hinzu-/Herbeigerufene‘, ab. Er bezeichnet allgemein einen herrschaftlichen, oft adeligen Beamten des Mittelalters und der frühen Neuzeit. Im Französischen entspricht ihm bailli, im Englischen bailiff oder reeve.
Die ab dem 12. Jahrhundert urkundlich belegten Vögte von Weida, Gera, Plauen und Greiz waren spätestens 1343 namensgebend für das Vogtland.

## Funktion
Der Vogt regierte und richtete als Vertreter eines Feudalherrschers in einem bestimmten Gebiet im Namen des Landesherrn. Er hatte den Vorsitz im Landgericht und musste die Landesverteidigung organisieren. Im Krieg führte er das Lehensaufgebot des Landes.
Der frühere Machtbereich eines Vogts und sein Amtssitz (meist eine landesherrliche Burg) werden als Vogtei bezeichnet. Man unterschied unter anderem Stadtvögte und Amtsvögte.
Der Landvogt war der höchste Vertreter eines Landesherren in einem Teilterritorium im Mittelalter und der Frühen Neuzeit. Der Reichslandvogt war ein Beauftragter der deutschen Kaiser und Könige. In der Schweiz war der Landvogt der oberste Verwalter eines kleineren Territoriums.
Das durch einen Vogt vertretene Rechtsprinzip leitet sich sowohl vom spätrömischen Beamten, dem vorgenannten advocatus, als auch von der germanischen Munt ab und ist ein Schutzverhältnis, das auch Gewalt- und Vertretungsrecht einschließt.

## Vögte zur Zeit der Karolinger
Speziell seit den Karolingern war der Vogt ein staatlicher Beamter, der als Stellvertreter von kirchlichen Würdenträgern (z. B. Bischöfe oder Äbte) oder Institutionen diese in weltlichen Angelegenheiten, insbesondere bei weltlichen Gerichten vertrat (advocatus ecclesiae). Der Kirche waren seit der Spätantike solche Vertreter vorgeschrieben, da sie keine weltlichen Geschäfte ausüben sollte. Der Vogt stellte daher im Immunitätsbereich z. B. eines Klosters oder Bistums eine Art Schutzherr dar und führte meist auch dessen Heeraufgebot (Schirmvogtei). Außerdem übte er die hohe Gerichtsbarkeit im Vogteibereich aus (Vogteigericht). Bei Eigenklöstern besetzte häufig der Eigenklosterherr selbst das Vogtamt. Die Schirmvogtei wurde bald auf die ganze Kirche übertragen und führte mehrfach zu einem helfenden Eingreifen (wie unter Heinrich III.), andererseits aber zu dem das gesamte Mittelalter durchziehenden Streit um die Vorherrschaft zwischen Staat und Kirche.
Karl der Große ließ ab 802 in den Grafschaften Vögte in klösterlichen und bischöflichen Immunitäten einsetzen. Im 11./12. Jahrhundert entwickelte sich dieses Amt zu einem erblichen Lehen des Hochadels und wurde von diesem als eine Form der Macht- und Gebietsexpansion genutzt. Mit dem Ende des Heiligen Römischen Reiches Deutscher Nation verloren auch die Vogteien ihre Bedeutung.
Im modernen Staat ist der Gedanke der Schirmvogtei im staatsrechtlichen Prinzip der Aufsicht der Kirchen und Religionsgesellschaften aufgegangen.

## Stadtvögte
Stadtvögte wurden von Stadtherren als Vertretung eingesetzt. Sie hatten die Funktion dessen Stadt zu verwalten und zu überwachen. Sie vertreten außerdem die Interessen ihres Herren vor der Stadtregierung (Stadtrat, Stadtmeister).

## Kirchenvögte

### Grundlagen der kirchlichen Vogtei
Besondere Bedeutung erhielt die Funktion des Vogtes im kirchlichen Bereich. Im Mittelalter waren diejenigen Stände auf einen gegebenenfalls bewaffneten Schutz angewiesen, die selbst gar nicht oder nur beschränkt wehr- und fehdefähig waren. Das waren neben den Bauern die Geistlichen. Der Schutz spielte in der mittelalterlichen Welt eine bedeutende Rolle, da ein staatliches Gewaltmonopol nicht existierte und die Menschen ansonsten auf Selbsthilfe angewiesen gewesen wären. Den Geistlichen war aus kirchlich-theologischen Gründen die Gewaltausübung – und damit Kriegsführung und die Mitwirkung an Leib- und Todesstrafen – untersagt. Die Aufgabe, notfalls auch gewaltsamen Schutz zu gewähren, fiel daher dem Adel zu, dem Stand der „Krieger“.
Während des Früh- und Hochmittelalters wurden daher von vielen Geistlichen, Kirchen, Klöstern oder Stiften adelige Laien als Vögte eingesetzt, die sie in weltlichen Angelegenheiten vertraten (zum Beispiel vor Gericht), das Kirchengut verwalteten und ihnen Schutz und Schirm gewährten. Schon seit dem 9. Jahrhundert hatte den Geistlichen eine kurzfristige Beauftragung von Vögten oft nicht mehr genügt, da sie vermehrt zu Diensten für weltliche Herrscher herangezogen wurden und strikteren geistlichen Anforderungen unterworfen wurden. Es wurde daher eine dauerhafte Bindung an einen Vogt notwendig, der die zahlreichen nunmehr anfallenden Aufgaben wahrzunehmen hatte. Seit der Mitte des 9. Jahrhunderts wurden die Vogteien auch vielfach erblich, wodurch die adeligen Vögte oftmals eine starke Machtstellung erlangten. Später versuchten aber viele geistliche Herren, sich von der oftmals bedrückenden Machtposition der Vögte zu lösen und die Vogteirechte zurückzuerwerben, was seit dem 13. Jahrhundert vor allem den großen geistlichen Herren wie den Bischöfen gelang.

### Typen von Kirchenvögten
Bei der Vogtei im geistlichen Bereich können zwei verschiedene Ausprägungen unterschieden werden. Der Wirkungskreis eines Vogtes konnte sich auf eine gesamte geistliche Institution, beispielsweise ein Kloster erstrecken. Dieser Typ von Kirchenvogt wurde häufig als „Kastvogt“ bezeichnet. In der Literatur sind für den Kastvogt auch die Begriffe „Hauptvogt“ oder „Großvogt“ gebräuchlich. Auch der Begriff „Schirmvogt“ bezeichnet meist einen derartigen Vogt einer geistlichen Institution. Neben der Bevogtung einer geistlichen Institution selbst war eine weitere Ausprägung der Kirchenvogtei, dass nur einzelne Besitzungen zum Beispiel eines Klosters bevogtet wurden. In diesem Fall erstreckte sich der Herrschaftsbereich des Vogts auf den klösterlichen Grundbesitz (samt zugehöriger Grundholden) an einem bestimmten Ort oder in einem bestimmten Gebiet. Diese Art von Vögten werden daher in der Literatur oft als „Ortsvögte“ oder „Bezirksvögte“ bezeichnet. Besonders häufig anzutreffen waren Orts- oder Bezirksvögte bei einzelnen Besitzkomplexen eines Klosters, die von diesem weiter entfernt lagen.

### Bedeutung der kirchlichen Vogtei für die Territorienbildung
Im Laufe des Spätmittelalters wurde aus den ursprünglich begrenzten und aus Einzelrechten bestehenden Kompetenzen der Vögte häufig eine umfassende, nicht mehr auf Einzelkompetenzen bezogene Obrigkeit. Im Zuge dieses Vorganges verloren die geistlichen Grundherren Herrschaftsrechte an die Vögte, vor allem die niedere Gerichtsbarkeit konnten die Vögte in der Regel an sich bringen. Häufig konnten die Vögte die Wehrhoheit, den Anspruch auf Steuern und auf Frondienste der von ihnen bevogteten Besitzungen bzw. Bauern an sich bringen. Im Zuge dieses Prozesses wurde die Vogtei seit dem Spätmittelalter als Herrschaftsrecht vielfach in modernere Herrschaftsrechte überführt und ging in örtlicher Gerichtsbarkeit, niederer Obrigkeit oder Landesherrschaft auf. So gelang es adeligen Vögten vielfach, klösterlichen Grundbesitz unter ihre Botmäßigkeit zu bringen; die Klöster konnten lediglich die Grundherrschaft über ihre fremdbevogteten Güter behaupten. Die Vogtei bildete daher im Spätmittelalter in vielen Fällen eine wesentliche Grundlage bei der Ausbildung der Territorien adliger Herrscher. Im Gefolge der Reformation gelang es evangelisch gewordenen (Kast-)Vögten zudem, unter ihrer Vogtei stehende Klöster zu säkularisieren und in ihr Territorium zu integrieren.

## Vögte im Hoch- und Spätmittelalter
Der Begriff der Vogtei wurde seit dem 13. Jahrhundert im römisch-deutschen Reich zunehmend mit einer Ämterorganisation verbunden. Vögte übernahmen im Auftrag weltlicher Herrscher Verwaltungsaufgaben. Sie legten Steuern fest und zogen diese ein, sie hielten Gericht und ahndeten Vergehen.
Die Bedeutung von Kloster- und Burgvögten war in einigen Gebieten erheblich. Reichslandvögte wurden seit dem 13. Jahrhundert eingesetzt, um verlorenes Reichsgut wiederzugewinnen, vor allem in Schwaben und dem Elsass.
Daneben wurden Landvogteien seit dem späten 13. Jahrhundert in einigen Gebieten östlich der Elbe (Oberlausitz, Niederlausitz, Brandenburg, Pommern) gebildet, die in den folgenden Jahrhunderten zeitweise eine relativ große Eigenständigkeit besaßen.
Die zwischen 1403 und 1512 eingerichteten acht Ennetbirgische Vogteien (italienisch Baliaggi Ultramontani) auf dem Gebiet des heutigen Kantons Tessin wurden von Vögten (italienisch Balivi) verwaltet.
siehe auch: Landvogt

## Vogtei als Bezeichnung für Gerichtsherrschaft
Seit dem Ende des Spätmittelalters wurde der Begriff „Vogtei“ („Vogteilichkeit“) oftmals gleichbedeutend mit niederer Gerichtsbarkeit (niederer Obrigkeit) verwendet. So war im fränkischen und schwäbischen Raum dieser Gebrauch des Begriffs „Vogtei“ üblich. Dies galt auch in den Fällen, wo die niedere Obrigkeit nicht auf der älteren, kirchlichen Vogtei beruhte, wie beispielsweise bei den Gütern adeliger oder städtischer Grundherren.
Gleichartige oder ähnliche Amtsstellungen waren Amtmann, Dorfrichter, Erbrichter, Fronbote, Gerichtskretscham, Greve, Meier, Schiedsmann, Scholze, Schuldheiß, Schulze, Vikar, Villicus, Woith (in alphabetischer, nicht zeitlicher Reihenfolge).

## Burgvogt
Ein Burgvogt verwaltete eine Burg, er wurde vom Burgherren beauftragt, in Abwesenheit die Obliegenheiten und die niedere Gerichtsbarkeit auszuüben. Zum Beispiel wurde auf der Reichsburg Nürnberg ein Burgvogt eingesetzt.

## Schutzvögte, Deichvögte, Alpvögte, Waldvogt

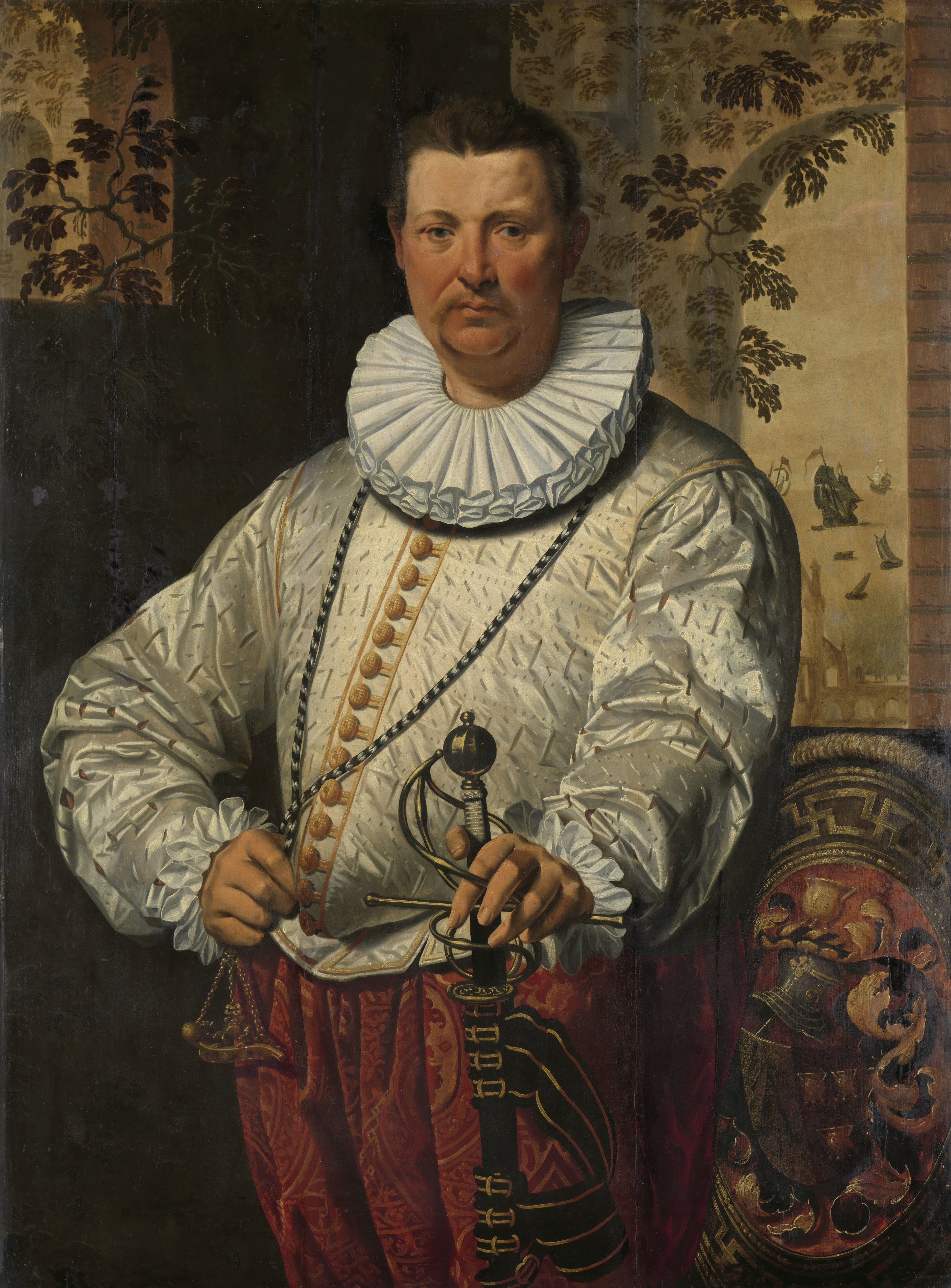
„Porträt eines holländischen Vlootvoogd“. Porträtgemälde (um 1590) im Reichsmuseum Amsterdam.

Die mittelalterlichen Markgenossenschaften ernannten Schutzvögte zu ihren Vertretern.
In den Küstenregionen von Nord- und Ostsee waren Deichvögte für den Zustand der Deiche und Strandvögte für die Bergung von gestrandetem Schiffsgut zuständig.
Heute noch heißt an vielen Orten in der Schweiz der Verantwortliche für den Alpbetrieb „Alpvogt“, er stellt das Alppersonal ein, organisiert die Besetzung mit Vieh, alle Arbeiten, rechnet ab etc.
Im Hotzenwald bestand das Amt des Waldvogts. König Maximilian I. erließ dafür 1507 eine 17 Artikel umfassende Ordnung, die bis ins 18. Jahrhundert galt. Sitz des Waldvogts war zuerst die Burg Hauenstein, später wurde der Vogtsitz nach Waldshut-Tiengen in das Waldvogteiamt verlegt.
Im Niederländischen hat bis in die Moderne der ursprünglich aus dem 16. Jahrhundert stammende Begriff des Vlootvoogd (deutsch wörtlich „Flottenvogt“) überdauert. Es ist die volkstümliche Bezeichnung für den Kommandeur eines Verbands von Schiffen, also einen Flottenbefehlshaber.

## Vögte außerhalb des deutschen Sprachraums
Im altfranzösischen wurde der Vogt als Bailli bezeichnet, abgeleitet von lateinisch baiulivus oder bailus, Adjektiv von baiulus, „Träger“ und in der erweiterten Bedeutung „Regent“ (vgl. Bailliage und Sénéchaussée). Von diesem Begriff leiten sich unter anderem Bailiff (englisch), Balivo (italienisch), und Bailò (venetisch) ab. Im Deutschen bezeichnet Bailli meistens ein Amt in einem Ritterorden, z. B. den Leiter einer Ballei.

### Niederlande und Belgien
In den Niederlanden war diese Position als baljuw bekannt, eine direkte Ableitung aus dem französischen Wort bailli, aber auch drost, drossaard (Brabant), amman (Brüssel), meier (Löwen, Asse) und schout (Antwerpen, ’s-Hertogenbosch, Turnhout) wurden verwendet. Der Rang eines Baljuw war in Flandern, Holland, Hennegau, Zeeland und Nordfrankreich in Verwendung. Der Baljuw war ein Beamter, der den Herrscher in der Stadt und auf dem Land vertrat. In Flandern wurde der Baljuw in der Regel vom Grafen und in Frankreich vom König ernannt. Das Amt stammt ursprünglich aus Frankreich, als König Philipp II. Augustus den ersten Baljuw ernannte.
In der heutigen niederländischen Sprache ist mit einem voogd ein Vormund oder Kurator gemeint.

### Aostatal

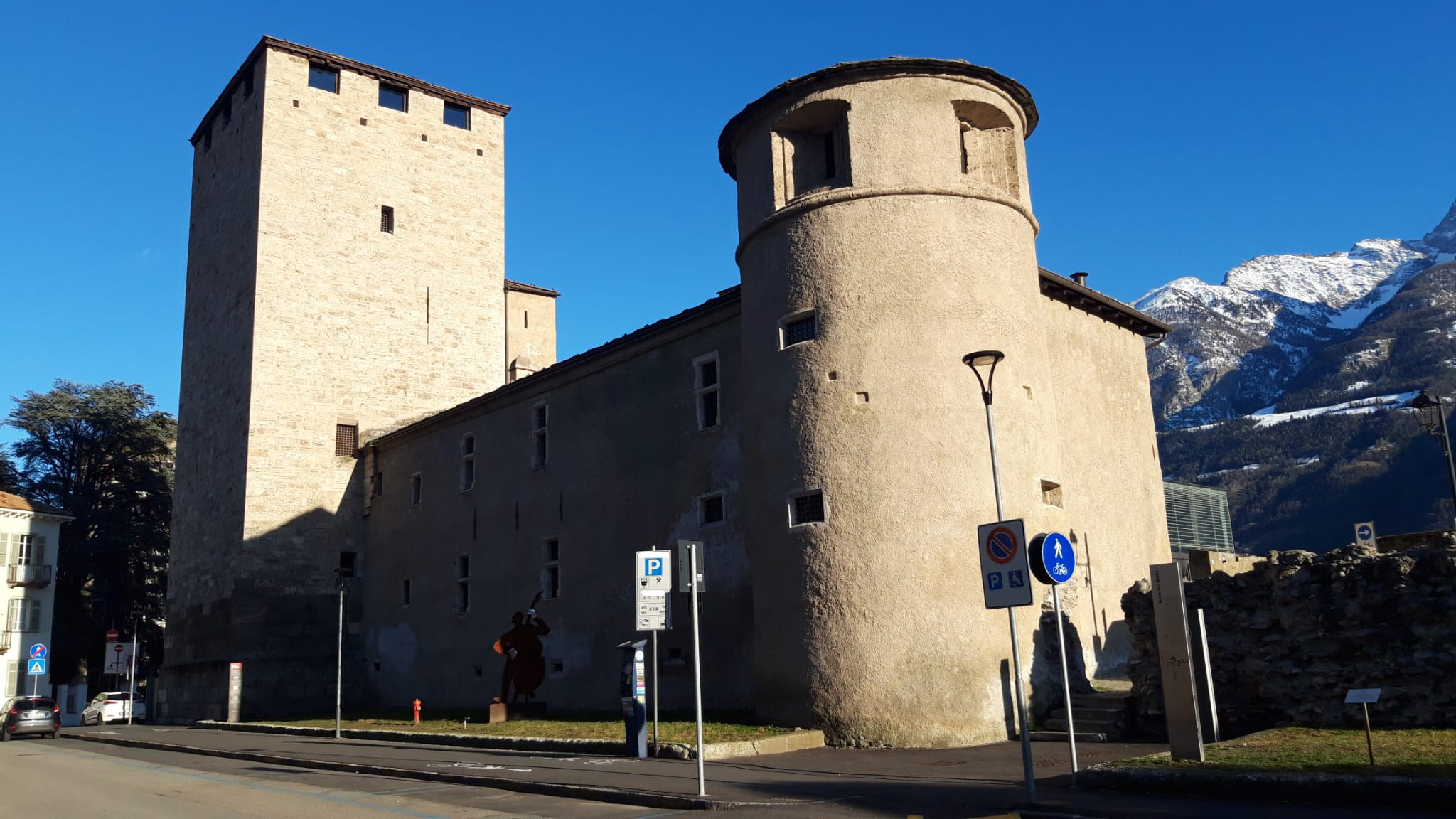
Der Turm der Vögte in Aosta

Das Haus Savoyen besaß Ende 1025 zum ersten Mal teilweise die Ländereien des Aostatals, als Humbert I. von Savoyen die Herrschaft über die Region Aosta mit dem Bischof von Aosta teilte. Nach und nach wurde die Bedeutung der Savoyer in Aosta gefestigt. Die Charte des Franchises, die 1191 von Bonifatius I. von Montferrat im Namen seines Mündels Thomas I. von Savoyen erteilt wurde, legte fest, dass der Souverän keine Steuern erheben könne, wenn sie nicht im Voraus vom Landtag von Aosta, die vom Bailly geleitet wurde, genehmigt wird. Diesem war die gesamte Bevölkerung unterworfen; noch heute steht in Aosta der Turm der Vögte.

### Kanalinseln
Die Kronbesitzungen der Britischen Monarchen auf den Kanalinseln, Guernsey und Jersey, haben offiziell den Status einer Vogtei (englisch Bailiwick, französisch Bailliage). Der Vogt (Bailiff) hat die Funktion eines Parlaments- und Gerichtspräsidenten, exekutive Aufgaben sind dem President of the Policy and Resources Committee von Guernsey bzw. dem Chief Minister von Jersey übertragen.

### Polen
In Polen wird der Titel Wójt (Vogt) weiterhin von den Gemeindevorstehern der Landgemeinden geführt.
Historisch waren dort die Vögte vom Souverän ernannte oder erbliche Stadtoberhäupter oder Gemeindevorsteher, überwiegend durch Angehörige des Adels (szlachta) ausgeübt. Bis zum 17. Jh. nannte sich im deutschen und böhmischen Schlesien der Dorfvorsteher, Woit. Der Vogt des Ermlands war im Fürstbistum der höchste weltliche Amtsträger.

## Vogtsamt als Familienname
Bei zahlreichen mittelalterlichen Familien des Niederen Adels aus der Schicht der Ministerialen wurde die Amtsbezeichnung – in Verbindung mit dem Namen ihres Amtssitzes – im Lauf der Zeit zum Familiennamen, so bei den Vogt von Elspe, Voit von Rieneck, Voit von Salzburg, Vogt von Soest, Vogt von Sumerau, Voet van Vormizeele.